# Зорро. Поколение Z
Зорро. Поколение Z — американский супергеройский мультсериал, созданный в 2006 году бывшим исполнительным продюсером Marvel Studios Риком Унгаром, который разработал оригинальную историю в сотрудничестве с BKN G7 Animation и Pangea Corporation. Монтаж и концепция новой серии были разработаны Унгаром, G7, Pangea и частично мастером игрушек из бразильской компании, Gulliver Toys. Уникальность идеи была подчеркнута множеством разработанных Pangea Corporations высокотехнологичных гаджетов и благородным молодым героем Зорро, разъезжающем на мотоцикле, названном по имени коня, Торнадо. Впервые мультфильм был показан в Великобритании на телеканале Pop TV 7 апреля 2008 года, вторая трансляция была на телеканале Kix! 19 мая 2008 года. Эта версия истории Зорро рассказывает о жизни потомка оригинального Зорро, которого зовут Диего де ла Вега, так же, как оригинального героя. Его основная цель — борьба с преступностью и коррумпированным правительством Пуэбло-Гранде в ближайшем будущем. Зорро: Поколение Z был снят в США. Сериал также был показан на Филиппинах с помощью Hero TV.
Второй сезон, состоящий из 26 эпизодов, был анонсирован в 2009 году под названием Зорро. Поколение Z: HD, но его съёмки не были полностью завершены, и он не был выпущен. Несмотря на заявления в прессе Николы Эндрюс, управляющего директора BKN New Media Ltd в Лондоне, который отметил: «Мы уже находимся в процессе производства и Сезон II будет выпущен в 2009 году», BKN подала заявление о неплатежеспособности в середине 2009 года и была приобретена компанией Cookie Jar Entertainment в 2010 году, сейчас некоторые из активов BKN находятся под контролем Emba Media Management International.

## Сюжет
В далеком будущем подросток Диего де ла Вега, далёкий потомок первого Зорро, однажды надевает маску с чёрным плащом и вооружается Z-бластером, чтобы восстановить справедливость в мегаполисе Пуэбло-Гранде, штат Калифорния.

## Персонажи
- Бен Смолл — Диего Дела Вега / Зорро
- Жюль де Йонг — Мария Мартинес / Алый Кнут
- Джанет Браун — г-жа МакАллистер
- Морган Дир — мэр Мартинес
- Луис Сото — сержант Гарсия
- Сара Дуглас — Глория Шеффилд

### Диего де ла Вега / Зорро
Однажды подросток Диего возвращается с гонок в Пуэбло-Гранде, узнав, что его отец был похищен мэром Мартинесом, чтобы тот не мешал ему на выборах. Диего рос, слушая рассказы своего деда о Зорро, и смог быстро взять на себя роль героя семьи. Он ездит на мотоцикле под названием Торнадо-Z (взамен лошади, бывшей у оригинального Зорро) и владеет Z-оружием — многоцелевым лазерным оружием, которое может выступать в качестве пистолета, меча, двухсторонней глефы или кнута. Персонаж основан на доне Диего де ла Вега из оригинального романа.

### Мария Мартинес / Алый Кнут
Дочь мэра Мартинеса Мария надевает алый костюм, чтобы бороться против него с помощью двух лазерных кнутов. Она и Диего учатся в одном колледже и между ними преобладает дружеское соперничество. Она чем-то напоминает Лолиту Кинтеро из версии 1940 года «Знак Зорро» или Терезию в версии 1974 года — оба персонажа проявляют интерес и любовь к Зорро. Её личность в маске может быть основана на характере Зорро Чёрного Кнута. По первоначальной версии фильма её костюм был чёрным, а не алым.

### Бернардо
Брат Диего и технологический гений — немой Бернардо поддерживает оборудование Зорро, делает онлайн-детективную работу, а иногда и носит костюм, когда Диего и Зорро должны появляться вместе. Персонаж основан на немом слуге дона Диего Бернардо из оригинального романа.

### Алехандро де ла Вега
Отец Диего, и владелец De la Vega Industries. Он не верил в семейную тайну и до недавнего времени предполагал, что Зорро — это миф. Даже после спасения он по-прежнему не уверен, что человек в маске нужен городу. Он очень беспокоится об отсутствии Диего, думает, что его сын безответственный и всю ночь проводит на вечеринках. Основан на доне Алехандро де ла Вега из предыдущих версий.

### Густаво де ла Вега / Зорро
Дед Диего, последний Зорро до него, теперь он часто появляется в снах Диего, давая ему советы о том, что нужно делать, чтобы быть Зорро.

### Бабушка Алехандро
Бабушка Алехандро происходит из племени индейцев Шошони и, как и дед Диего, умерла до начала мультфильма, но появляется в снах молодого человека, как молодая девушка, которая дает загадочный совет. Она, вероятно, основывается на персонаже Белая сова из некоторых недавних пересказов истории Зорро. Она появляется только в серии «Охота на Лис».

### Г-жа МакАллистер
Экономка в доме де ла Вега. Она знает о секрете Диего и иногда помогает ему.

### Мэр Хорас Мартинес
Коррумпированный мэр Пуэбло-Гранде Хорас Мартинес — главный враг Зорро. В дополнение к введению высоких налогов тайно работает с организованной преступностью Пуэбло-Гранде. Является конкурентом семейства де ла Вега и часто соперничает с Алехандро при помощи преступных схем. Он основан на коррумпированных алькальдах в более ранних версиях Зорро и имеет сильное сходство с алькальдом Кинтеро из фильма 1974 года «Знак Зорро».

### Сержант Гарсия
Помощник мэра. Сержант Гарсия достаточно глуп, чтобы закрывать глаза на действия своего босса большую часть времени, но он не может совсем не принимать участия в происходящем. Его обязанность, как правило, просто сообщить в полицию о происшедшем, но не расследовать. Он неуклюж и всегда ест и, как правило, неаккуратно. Основан на сержанте Гарсия из сериала «Zorro» 1950 года.

### Альфредо Каталано
Ученый, который изобрел машину землетрясений. Его изобретение было обнаружено Марией и Диего; он был нанят Мартинесом для реконструкции города. Однако первая же попытка реконструкции была пресечена Зорро и Алым Кнутом, и он впоследствии был арестован.

### Зловещая Четвёрка
Преступники, нанятые мэром Мартинесом, чтобы уничтожить Зорро. Они развязали хаос в Пуэбло-Гранде и попытались захватить город. В конечном итоге были побеждены Зорро.

### Аугусто Каталано
Брат-близнец Альфредо, специализирующийся на исследовании нанотехнологий. Предложил свою услугу — дестабилизировать оружие Зорро — мэру Мартинесу, в обмен на освобождение своего брата; Мартинес требует от Аугусто уничтожить Зорро первым. Когда план Аугусто был, казалось бы, успешно осуществлён и Зорро был остановлен, мэр изменил свои условия и потребовал разрушить оружие Алого Кнута. Зорро пользуется старым снаряжением, чтобы остановить Аугусто, врывается в лабораторию Альфредо и захватывает его.

### Глория Шеффилд
Основатель и генеральный директор Sheffield Technologies. После того, как Алехандро де ла Вега проиграл на выборах, Глория Шеффилд предпринимает ряд общегородских диверсий, чтобы уничтожить репутацию Хораса Мартинеса, показать себя в выгодном свете и победить на выборах. Несмотря на попытки Зорро помочь Хорасу, все-таки становится мэром Пуэбло-Гранде.

### Джек Шеффилд
Сын Глории Шеффилд, маскируется под спортсмена в колледже Пуэбло-Гранде. На самом деле — технический гений, участвует в общегородских диверсиях и создаёт программу распознавания сетчатки, чтобы раскрыть истинные личности Зорро и Алого Кнута. Позже Зорро понимает роль Джека в общегородском саботаже и обнаруживает потенциальную утечку идентичности. Бернардо в конечном итоге удалось остановить программу распознавания сетчатки путём замены конечного изображения с Марии и Диего на Глорию с сыном.

### Доны
Группа преступных элементов, нанятых мэром Мартинесом, чтобы не брать на себя ответственность за различные преступные предприятия в Пуэбло-Гранде. Когда Глория Шеффилд баллотируется на пост мэра, она нанимает их для своих целей.

## Список серий
1. Новое поколение. Часть I (16 марта 2006) - Диего де ла Вега приходится надеть костюм Зорро после того, как его отца похищает коррумпированный мэр города Пуэбло-Гранде Хорас Мартинес.
2. Новое поколение. Часть II (23 марта 2006) - Зорро объединяется в команду с девушкой в маске по имени Алый Кнут (дочерью Мартинеса, Марией), чтобы спасти отца из рук Мартинеса.
3. Зловещая Четверка (30 марта 2006) - Мартинес нанимает преступную группировку, чтобы устранить Зорро, но, кратковременно одержав над ним победу, они отказываются подчиняться и нападают на самого мэра.
4. Грехи отца (6 апреля 2006) - Алый Кнут помогает Зорро предотвратить ограбления бронированных автомобилей Мартинеса, но срывает его план по раскрытию преступления.
5. Мэр на день (13 апреля 2006) - Мартинес неохотно исполняет желание Диего на дне его рождения - провести день в должности почетного мэра Пуэбло-Гранде.
6. Герой на полставки (20 апреля 2006) - отец Диего лишает его пособия, вынуждая Диего искать работу, чтобы найти средства на починку сломанного Tornado Z.
7. Охота на лис (27 апреля 2006) - Мартинес нанимает охотника за головами, чтобы раскрыть секрет Зорро.
8. Вражеский захват (4 мая 2006) - графиня дель Фуэго пытается силой заставить Мартинеса выполнить её требования, похитив Марию.
9. Подземка (11 мая 2006) - сержант Гарсиа в связи с данным ему поручением Мартинеса просит помощи у Зорро и Алого Кнута, заступаясь за своих друзей - людей подземки, которых обвиняют в краже золота мэра.
10. Маскарад (18 мая 2006) - Мартинес нанимает банду близнецов для совершения преступлений в костюмах Зорро на Хэллоуин.
11. Двойное свидание (25 мая 2006) - Диего и Мария идут на вечеринку в честь благотворительного сбора средств, организованную Мартинесом, где попадают под атаку Зловещей Четверки.
12. Этот старый дух школы (1 июня 2006) - призрак воина-ацтека индейцев майя начинает терроризировать Пуэбло-Гранде.
13. Дон Паяццо (8 июня 2006) - криминальная группировка клоунов нападает на Пуэбло-Гранде.
14. Машина землетрясений (15 июня 2006) - сумасшедший профессор по имени Альфредо Каталано изобретает устройство, способное вызывать землетрясения, Мартинес вынуждает его использовать данное устройство для реконструкции города и разрушения его бедных районов.
15. «Z» во времени (22 июня 2006) - переместившись во времени, Диего встречает своего предка, самого первого Зорро.
16. Разрушить или быть разрушенным (29 июня 2006) - старый дон Ринго хочет, чтобы его внучка соблазнила Бернардо, надеясь таким образом получить права на земли де ла Вега.
17. Раненый Лис (6 июля 2006) - после того, как Диего подворачивает лодыжку, Бернардо приходится надеть костюм Зорро, чтобы помочь Алому Кнуту вывести из строя новое оружие мэра - «Диги-Донов».
18. Персона нон грата (13 июля 2006) - раздраженная из-за отсутствия внимания со стороны Диего и тайно влюбленная в него, девушка-зануда хочет отомстить ему, раскрыв тайну Зорро.
19. Кузен Диего (20 июля 2006) - Мартинес пытается лишить Кэма, кузена Диего, его имущества и имущества его семьи, чтобы подвергнуть его реконструкции.
20. На гребне преступности (27 июля 2006) - банда серферов грабит корабли в пределах берегов Пуэбло-Гранде.
21. Z-Вирус (3 августа 2006) - Аугусто Каталано, эксперт по нанотехнологиям, предлагает Мартинесу помочь избавиться от Зорро в обмен на освобождение своего заключенного в тюрьму брата-близнеца, Альфредо.
22. Потерять голову (10 августа 2006) - Алый Кнут теряет память и начинает считать Зорро своим врагом.
23. Соперник (17 августа 2006) - Диего испытывает ревность, узнав, что Мария начинает проводить время с племянником безумного адмирала, собирающегося взорвать военно-морскую верфь Пуэбло-Гранде.
24. Золотой Дракон (24 августа 2006) - Мартинес работает с новыми донами Чайнатауна, чтобы украсть бесценный китайский артефакт под названием «Золотой Дракон».
25. Новые гости (31 августа 2006) - когда отец Диего выбывает из предвыборной гонки, его место занимает технологический магнат Глория Шеффилд, которая оказывается еще безжалостнее Мартинеса.
26. Предвыборная борьба (финальная серия, 7 сентября 2006) — Мартинес клянется отомстить Шеффилд после своего поражения на выборах, а тем временем сын Шеффилд, Джек, изобретает программу для раскрытия личностей Зорро и Алого Кнута.

## Фильмы/мультфильмы
- «Зорро: Возвращение в будущее» - короткометражный мультфильм, состоящий из первых трёх эпизодов сериала, объединённых вместе.
- «Зорро и Алый Кнут возвращаются!» - короткометражный мультфильм, состоящий из объединённых вместе эпизодов «Машина землетрясений», «Z-вирус» и «Предвыборная борьба».